# جامعه دانش

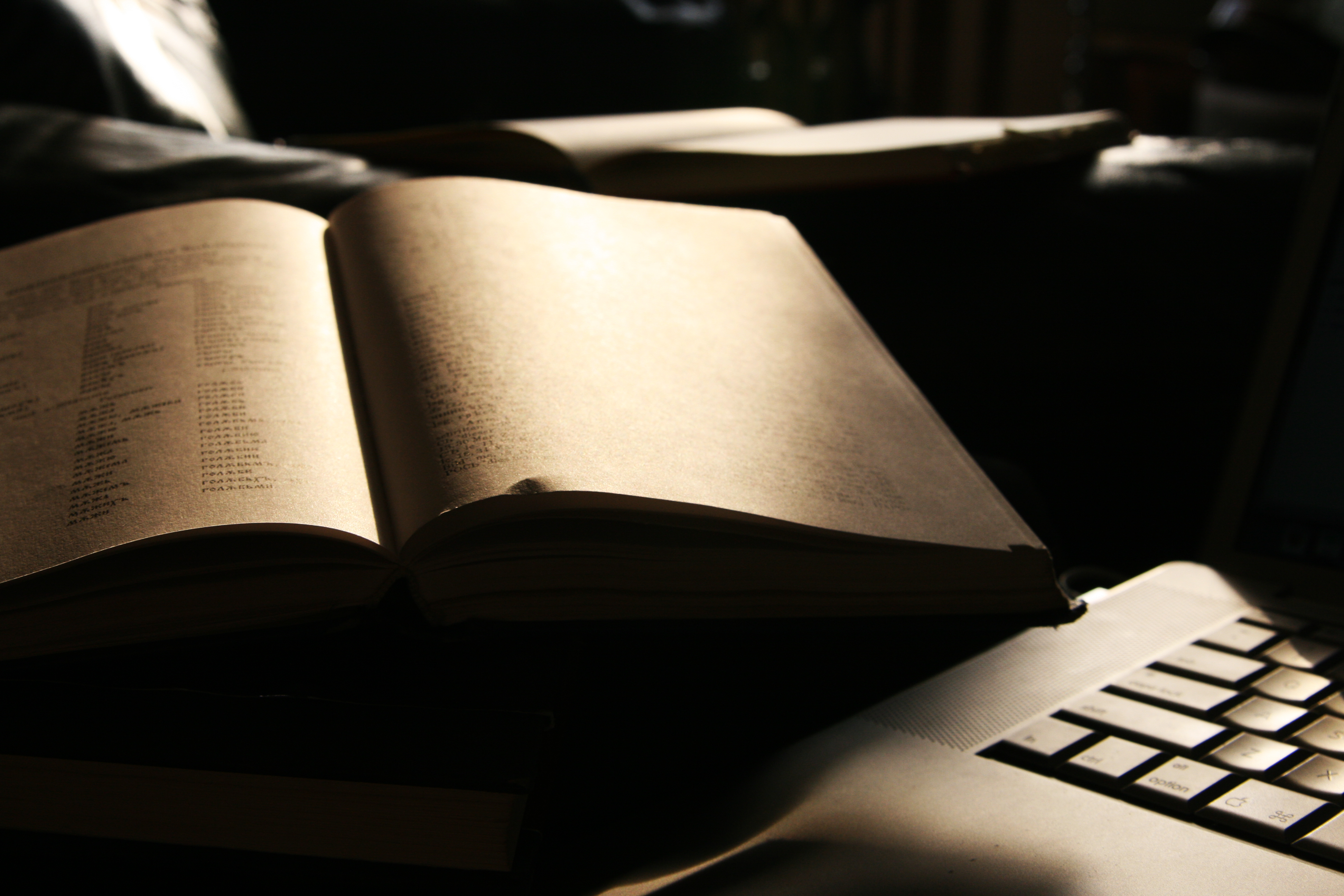
جامعه دانش

جامعه دانش ساز(به انگلیسی: Knowledge society)، دانش‌هایی را که ممکن است برای بهبود شرایط انسانی مورد استفاده قرار گیرد، ایجاد می‌کند، به اشتراک می‌گذارد و در دسترس همه اعضای جامعه قرار می‌دهد. تفاوت جامعه دانش‌ساز با جامعه اطلاعاتی در اینست که در جامعه دانش‌ساز اطلاعات به منابعی مبدل می‌شود که جامعه را برای انجام اقدام مؤثر توانمند می‌سازد در حالی که در جامعه اطلاعاتی تنها تولید و پخش داده‌های خام رخ می‌دهد. ظرفیت جمع‌آوری و تجزیه و تحلیل اطلاعات در طول تاریخ جهان وجود داشته‌است. با این حال، ایده جامعه دانش‌ساز امروزی مبتنی بر افزایش گسترده ایجاد اطلاعات و انتشار اطلاعات است که ناشی از نوآوری فناوریهای اطلاعات است. گزارش جهانی یونسکو جوامع دانش‌ساز را تعریف و محتوا و آینده آن‌ها را ترسیم می‌کند.